# Streetman
Streetman – miasto w Stanach Zjednoczonych, w stanie Teksas, w hrabstwie Freestone.